# Sherwood (gruppo musicale)
Gli Sherwood sono stati un gruppo musicale indie rock statunitense attivo dal 2002 al 2012 e originario della California.

## Formazione
Finale
- Nate Henry - voce, basso (2002-2012)
- Joe Greentz - batteria (2005-2012)
- Dan Koch - chitarra, cori (2002-2012)
- Dave Provenzano - chitarra (2007-2012)
- Mike Leibovich - tastiere, percussioni (2003-2012)

Membri precedenti
- Chris Armstrong - chitarra
- Chris Keene - tastiere
- Gabe Dutton - chitarra
- Billy Dunaway - basso

## Discografia
Album
- 2005 - Sing, but Keep Going
- 2007 - A Different Light
- 2009 - QU

EP
- 2002 - A Long Story Short
- 2003 - These Ruins
- 2004 - Sherwood
- 2006 - Summer
- 2009 - Not Gonna Love